# Galaxie elliptique
 (septembre 2024).

La galaxie elliptique M32

Une galaxie elliptique est un type de galaxie qui regroupe des concentrations sphéroïdales de milliards d’étoiles qui ressemblent à des amas globulaires à grande échelle. Elles ont une très petite structure interne et la densité des étoiles diminue doucement du centre très lumineux vers des bords diffus. Elles sont classées dans la séquence de Hubble en tant que type E et se déclinent selon leur forme du type E0 (circulaire), au type E7 (fortement elliptique).
Bien qu’il puisse y avoir des exceptions, leurs caractéristiques générales sont : 
- le mouvement des étoiles est aléatoire contrairement aux galaxies spirales où l’ensemble des étoiles est en rotation ;
- elles contiennent une faible proportion de matière et de gaz interstellaire et par conséquent, peu de nouvelles étoiles peuvent s’y former ;
- elles sont constituées de vieilles étoiles (étoiles de population II).

Edwin Hubble rapporta les galaxies elliptiques comme des galaxies « précoces », car il pensait qu’elles évoluaient pour devenir des galaxies spirales (qu’il appelait « tardives »). Les astronomes pensent maintenant le contraire dans ce cas (c’est-à-dire que les galaxies spirales peuvent se transformer en galaxies elliptiques), mais les termes précoces et tardives de Hubble sont toujours utilisés.
Supposées pendant un temps être d’un type de galaxie simple, les elliptiques sont maintenant connues comme étant des objets complexes. Une partie de cette complexité est due à leur histoire étonnante : les elliptiques sont supposées être le produit final de la fusion de deux galaxies spirales.

## Morphologie
Les galaxies elliptiques s’étalent sur une grande plage de taille et de luminosité, des géantes elliptiques, d’une taille de centaines de milliers d’années-lumière et presque un milliard de fois plus brillantes que le Soleil, aux naines elliptiques, juste un peu plus brillantes qu’un amas globulaire moyen. Elles se divisent en plusieurs groupes morphologiques :
- galaxies cD : Des objets immenses et brillants qui peuvent mesurer presque 1 Mégaparsec (3 millions d’années-lumière). Ces titans ne se trouvent que près du centre de grands et denses amas de galaxies et sont vraisemblablement le résultat de la fusion de plusieurs galaxies ;
- galaxies elliptiques normales : Objet condensé avec une surface centrale relativement brillante. Elles incluent les elliptiques géantes (gE), celles de luminosité intermédiaire (E) et les compactes elliptiques ;
- galaxies elliptiques naines (Dwarf elliptical galaxies : dE) : Ce groupe de galaxies est fondamentalement différent des elliptiques normales. Leur diamètre est d’un ordre de 1 à 10 kiloparsecs, avec une luminosité de surface qui est bien plus basse que les elliptiques normales, ce qui leur donne une apparence bien plus diffuse. Elles montrent les mêmes caractéristiques de déclin graduel de la densité des étoiles d’un centre relativement dense vers une périphérie diffuse ;
- galaxies naines sphéroïdales (Dwarf spheroidal galaxies : dSph) : Luminosité extrêmement basse, luminosité de surface basse et observées seulement au voisinage de la Voie Lactée, et peut-être d’autres groupes de galaxies très voisins, comme le groupe du Lion. Leur magnitude absolue n’est que de 8 à 15. La galaxie sphéroïde naine du Dragon a une magnitude absolue de 8,6, ce qui la rend plus pâle que l’amas globulaire moyen dans la Voie Lactée ;
- galaxies naines compactes bleues (Blue compact dwarf galaxies : BCD) : Les petites galaxies sont rarement bleues. Elles ont des couleurs photométriques de B-V = 0,0 à 0,30, ce qui est typique des étoiles relativement jeunes de type spectral A. Ceci suggère que les BCD sont des zones actives de formation d’étoiles. Ces systèmes contiennent aussi un abondant gaz interstellaire (contrairement aux autres galaxies elliptiques).